# Las Villas
Les Villas est une comarque d'Espagne située à l'est de la Province de Jaén dans la communauté autonome d'Andalousie.
La population de cette comarque est de 22 091 habitants (selon les données de l'INE pour  2007), pour une superficie de 556,38 km2, soit une densité de population de 40 hab/km2.

## Géographie
La comarque de Las Villas occupe une  partie du Parc Naturel de la Sierra de Cazorla, Segura et Las Villas.
Traditionnellement et par les liens géographiques, culturels et de dépendance, il a été envisagé de fusionner les comarques de La Loma et celle de Las Villas, pour former la comarque de La Loma et Las Villas. Mais une décision du 27 mars 2003 du Cabinet de Tourisme et Sport d'Andalousie, maintient l'indépendance des deux comarques.

### Communes
Elle intègre les communes suivantes :
| - Iznatoraf - Sorihuela del Guadalimar | - Villacarrillo - Villanueva del Arzobispo |